# Bitva u Gumbinnenu
Bitva u Gumbinnenu byla střetnutím ruské a německé armády, které se odehrálo na počátku první světové války 20. srpna 1914 v okolí města Gumbinnen ve Východním Prusku (dnešní Gusev v Kaliningradské oblasti). K bitvě došlo po rychlém postupu první ruské armády generála Paula von Rennenkampfa na německé území. Německé osmé armádě pod velením generála Maxmiliana von Prittwitze se nepodařilo Rusy zaskočit a její unáhlený protiútok byl odražen. Panikařící generál von Prittwitz kvůli porážce u Gumbinnenu rozhodl vyklidit většinu Východního Pruska a rozkázal stáhnout německou armádu za řeku Vislu. Náčelník generálního štábu Helmuth von Moltke však tyto rozkazy zamítl a Maxmilian von Prittwitz byl odvolán. Na jeho místo jmenoval Moltke Paula von Hindenburga a náčelníkem jeho štábu určil Ericha Ludendorffa. Do konce srpna se pak Němcům podařilo Rusy překvapit a drtivě porazit v bitvě u Tannenbergu.